# Heratemis madagascariensis
Heratemis madagascariensis är en stekelart som först beskrevs av Szepligeti 1913.  Heratemis madagascariensis ingår i släktet Heratemis och familjen bracksteklar. Inga underarter finns listade i Catalogue of Life.